# Вакарица (Павија)
Вакарица је насеље у Италији у округу Павија, региону Ломбардија.
Према процени из 2011. у насељу је живело 155 становника. Насеље се налази на надморској висини од 61 м.